# حصار بولوني
حصار بولوني من 19 يوليو إلى 18 سبتمبر 1544 بمدينة بولوني في فرنسا.